# Баян-Гол-Монгольский автономный округ
Баян-Гол-Монгольский автономный округ (кит. упр. 巴音郭楞蒙古自治州, пиньинь Bāyīnguōlèng Měnggǔ Zìzhìzhōu, уйг.  بايىنغولىن موڭغۇل ئاپتونوم ئوبلاستى‎, монг. Баянгол - Монголын өөртөө засах тойрог?, ᠪᠠᠶᠠᠨᠭᠣᠣᠯ
ᠤᠨ
ᠮᠣᠩᠭᠣᠯ
ᠥᠪᠡᠷᠲᠡᠭᠡᠨ
ᠵᠠᠰᠠᠬᠤ
ᠵᠧᠤ?) — автономный округ в Синьцзян-Уйгурском АР, Китай. Место пребывания властей — Корла.

## История
12 апреля 1950 года был создан Специальный район Яньци (焉耆专区). 23 июня 1954 года он был расформирован, а на подвластной ему территории были образованы Баян-Гол-Монгольский автономный округ (из трёх уездов — Яньци, Хэцзин и Хошуд) и Специальный район Корла (库尔勒专区, из пяти уездов — Корла, Бугур, Лобнор, Чарклык и Черчен). 
В декабре 1960 года Специальный район Корла был расформирован, а входившие в него административные единицы вошли в состав Баян-Гол-Монгольского автономного округа, административный центр которого был при этом перенесён из Яньци в Корлу. В апреле 1970 года был создан уезд Баграш. В октябре 1979 года посёлок Корла стал городом. 
В 1983 году уезд Корла был объединён с городом Корла в городской уезд Корла.

## Население
Согласно переписи населения 2000 года, в округе проживает 1 млн. 57 тысяч человек.
Национальный состав (2000)
| Народ   | Численность | Доля   |
| ------- | ----------- | ------ |
| Китайцы | 607 774     | 57,5 % |
| Уйгуры  | 345 595     | 32,7 % |
| Хуэйцы  | 52 252      | 4,94 % |
| Монголы | 43 544      | 4,12 % |
| Прочие  | 7 805       | 0,74 % |

## Административное деление
Округ делится на 1 городской уезд, 7 уездов, 1 автономный уезд:
|   |                                |                                |                |                       |                                 |                                  |                        |               |                            |
| # | Статус                         | Название                       | Иероглифы      | Пиньинь               | Уйгурский язык (арабский шрифт) | Уйгурский язык (латинский шрифт) | Население (2003 прим.) | Площадь (км²) | Плотность населения (/км²) |
| 1 | Городской уезд                 | Корла                          | 库尔勒市       | Kù'ěrlè shì           | كورلا شەھىرى                    | Korla Shehiri                    | 420,000                | 7,219         | 58                         |
| 2 | Уезд                           | Бугур                          | 轮台县         | Lúntái xiàn           | بۈگۈر ناھىيىسى                  | Bügür Nahiyisi                   | 100,000                | 14,185        | 7                          |
| 3 | Уезд                           | Лоп-Нур                        | 尉犁县         | Yùlí xiàn             | لوپنۇر ناھىيىسى                 | Lopnur Nahiyisi                  | 110,000                | 59,402        | 2                          |
| 4 | Уезд                           | Чарклык                        | 若羌县         | Ruòqiāng xiàn         | چاقىلىق ناھىيىسى                | Chaqiliq Nahiyisi                | 30,000                 | 199,222       | 0                          |
| 5 | Уезд                           | Черчен                         | 且末县         | Qiěmò xiàn            | چەرچەن ناھىيىسى                 | Cherchen Nahiyisi                | 60,000                 | 138,680       | 0                          |
| 6 | Уезд                           | Хэцзин                         | 和静县         | Héjìng xiàn           | خېجىڭ ناھىيىسى                  | Xéjing Nahiyisi                  | 180,000                | 34,984        | 5                          |
| 7 | Уезд                           | Хошуд                          | 和硕县         | Héshuò xiàn           | خوشۇت ناھىيىسى                  | Xoshut Nahiyisi                  | 70,000                 | 12,754        | 5                          |
| 8 | Уезд                           | Баграш                         | 博湖县         | Bóhú xiàn             | باغراش ناھىيىسى                 | Baghrash Nahiyisi                | 60,000                 | 3,597         | 17                         |
| 9 | Яньци-Хуэйский автономный уезд | Яньци-Хуэйский автономный уезд | 焉耆回族自治县 | Yānqí Huízú zìzhìxiàn | يەنجى خۇيزۇ ئاپتونوم ناھىيىسى   | Yenji Xuyzu Aptonom Nahiyisi     | 120,000                | 2,429         | 49                         |

## Экономика
В округе развито сельское хозяйство (хлопок, пшеница, кукуруза, рапс, груши, дыни, помидоры, красный перец, сахарная свекла, фенхель), текстильная (шерстяные и хлопчатобумажные ткани, ковры), кожевенная и пищевая (мука, растительное масло, сахар, специи) промышленность. В районе Лобнора добывают калийную соль и другие минеральные ресурсы, в районе Черчена — нефть (месторождения компаний PetroChina и Sinopec), уголь, золото, нефрит, асбест и мрамор.

## Транспорт

### Авиационный
Аэропорты Корлы, Чарклыка и Черчена обслуживают преимущественно внутренние рейсы.

### Автомобильный
Через территорию округа проходят Таримское шоссе, национальные шоссе Годао 218 (Кульджа — Чарклык), Годао 314 (Урумчи — Хунджераб) и Годао 315 (Синин — Кашгар). 

### Железнодорожный
Основной магистралью округа является Южно-Синьцзянская железная дорога (Турфан — Кашгар). В 2012 году началась эксплуатация грузовой железной дороги Хами — Лобнор.

## Достопримечательности
- Руины оазиса Лоулань
- Руины оазиса Миран
- Перевал Железные Ворота
- Большой базар в Черчене